# قانون إلغاء العبودية 1833
قانون إلغاء العبودية 1833 الصادر من برلمان المملكة المتحدة والذي يقضي إلى إلغاء العبودية في جميع أنحاء الإمبراطورية البريطانية (مع بعض الاستثناءات في الأقاليم التي في حيازة شركة الهند الشرقية، جزر سريلانكا، جزر سانت هيلينا وتم إلغاء هذه الاستثناءات أيضًا بحلول عام 1843).

## القانون
اجتاز القانون قراءته الثانية في مجلس العموم دون معارضة في 22 يوليو 1833، قبل أسبوع واحد فقط من وفاة ويليام ويلبرفورس. حظي بالموافقة الملكية بعد شهر واحد، في 28 أغسطس، ودخل حيز التنفيذ في العام التالي، في 1 أغسطس 1834. أما من الناحية العملية، لم يتحرير سوى العبيد الذين تقل أعمارهم عن ست سنوات في المستعمرات، وأُعيد تسمية العبيد السابقين الذين تزيد أعمارهم عن ست سنوات باعتبارهم «متدربين»، وأُلغي استعبادهم تدريجيًا على مرحلتين: انتهت المجموعة الأولى من التدريب في 1 أغسطس 1838، بينما كان من المقرر أن تنتهي التدريبات النهائية في 1 أغسطس 1840. استبعد القانون تحديدًا «الأراضي التي تقع في حيازة شركة الهند الشرقية، أو جزيرة سيلان، أو جزيرة سانت هيلينا». أُلغيَت الاستثناءات في عام 1843 بقانون العبودية الهندية لعام 1843.

### المدفوعات لأصحاب العبيد
نص القانون على الدفع لأصحاب العبيد، وحُدِّدَ مبلغ المال الذي يجب إنفاقه على المدفوعات بقيمة «عشرين مليون جنيه إسترليني». جمعت الحكومة البريطانية 20 مليون جنيه إسترليني بموجب شروط القانون لدفعها مقابل فقدان العبيد كأصول تجارية لأصحاب العبيد المحررين المسجلين. بلغت قيمة 20 مليون جنيه إسترليني 40% من دخل الخزانة السنوي في عام 1833، أو حوالي 5% من الناتج المحلي الإجمالي البريطاني في ذلك الوقت. حصلت الحكومة البريطانية على قرض بقيمة 15 مليون جنيه إسترليني لتمويل المدفوعات، والذي انتهت منه في 3 أغسطس 1835، مع المصرفي ناثان ماير روتشيلد وصهره موشيه مونتيفيوري. دُفِعَ مبلغ قدره 5 ملايين جنيه إسترليني مباشرة في أسهم الحكومة، أي ما يعادل 1.5 مليار جنيه إسترليني في الوقت الحاضر.
كانت هناك ادعاءات بأن دافعي الضرائب البريطانيين لم يسددوا الأموال حتى عام 2015، ومع ذلك، فإن هذا الادعاء يستند إلى مسألة تقنية تتعلق بكيفية تمويل الحكومة البريطانية لديونها من خلال سندات حكومية غير مؤرخة. قالت وزارة الخزانة إن ديون العبيد دُمِجَت لعام 1837 في قرض موحد بنسبة 4% صدر في عام 1927 (يستحق في عام 1957 أو بعده). لم يكن هناك يقين تام بأن الديون قد انتهت إلا عندما حدّثت الحكومة البريطانية محفظة سندات الخزانة في عام 2015 من خلال استرداد جميع سندات الخزانة غير المؤرخة المتبقية. كانت الفجوة الطويلة بين اقتراض هذه الأموال واليقين بالسداد ترجع إلى نوع الأداة المالية المستخدمة، وليس مقدار الأموال المقترضة، ولكن بغض النظر عن ذلك، فإن هذا لا يتعارض مع حقيقة أن أموال دافعي الضرائب قد خدمت الدين الناشئ عن قانون إلغاء العبودية من الناحية العملية.
ذهب نصف الأموال إلى عائلات مالكي العبيد في منطقة البحر الكاريبي وأفريقيا، بينما ذهب النصف الآخر إلى مالكي العبيد غير المقيمين الذين يعيشون في بريطانيا. تُظهر الأسماء المدرجة في الإقرارات الخاصة بمدفوعات مالكي العبيد أن الملكية كانت موزعة على مئات العائلات البريطانية، وكان العديد منهم (ولكن ليس جميعهم) من الطبقة الاجتماعية العالية. حصل هنري فيلبوتس (أسقف إكستر آنذاك)، مع ثلاثة آخرين (كأوصياء ومنفذين لوصية جون وارد، إيرل دودلي الأول)، مثلًا على 12,700 جنيه إسترليني مقابل 665 عبدًا في جزر الهند الغربية، بينما حصل هنري لاسيلز، إيرل هاروود الثاني على 26,309 جنيهًا إسترلينيًا مقابل 2554 عبدًا في 6 مزارع. أُدرِجَ أغلبية الرجال والنساء الذين حصلوا على أجور بموجب قانون إلغاء العبودية لعام 1833 في تقرير برلماني بعنوان قانون إلغاء العبودية، وهو عبارة عن حساب لجميع الأموال التي منحها مفوضو تعويضات العبيد في الأوراق البرلمانية 1837-1838 (215) المجلد 48.

### الاستثناءات والاستمرارية
لم يمتد القانون، كاستثناء ملحوظ لبقية الإمبراطورية البريطانية، إلى أي من الأراضي التي تديرها شركة الهند الشرقية، بما في ذلك جزر سيلان وسانت هيلينا، حيث كانت الشركة تنظم تجارة العبيد بشكل مستقل، وتحظرها جزئيًا منذ عام 1774. مُنِعَ بيع العبيد دون صك مكتوب ونقلهم إلى أراضي الشركة خلال تلك الفترة بسبب اللوائح التي تحظر الاستعباد. استمر قانون العبودية الهندي لعام 1843 في منع موظفي الشركة من امتلاك العبيد أو التعامل معهم، إلى جانب منح حماية محدودة بموجب القانون، والتي تضمنت قدرة العبد على امتلاك أو نقل أو وراثة الممتلكات، مما أفاد نظريًا من 8 إلى 10 ملايين شخص كان من المقدر وجودهم في أراضي الشركة، وذلك وفقًا لما قاله القس هوارد مالكوم:
يقال إن عدد العبيد في كارناتيك وميسور ومالابار أكبر من عددهم في معظم الأجزاء الأخرى من الهند، ويشمل تقريبًا كل طبقة بانتشوم بوندام (طبقة المنبوذين). لم يكن هناك رقم مؤكد للعدد الإجمالي في الهند البريطانية أبدًا، ولكن يُعتَقَد، وفقًا لأفضل الأشخاص المطلعين الذين تمكنت من استشارتهم، أن يكون في المتوسط واحدًا على الأقل من كل ثمانية، أي حوالي عشرة ملايين، ولكن يعتبر الكثيرون أن عددهم هو ضعف هذا الرقم.
تأسست منظمة خليفة لجمعية مكافحة العبودية في لندن في عام 1839، وهي الجمعية البريطانية والأجنبية المناهضة للعبودية، والتي عملت على تجريم العبودية في جميع أنحاء العالم. تستمر أقدم منظمة دولية لحقوق الإنسان في العالم حتى اليوم باسم المنظمة الدولية المناهضة للعبودية. 
استمرت تجارة العبيد السرية داخل الإمبراطورية البريطانية على الرغم من عدم قانونيتها. اتهم حاكم سيراليون السير آرثر كينيدي ناثانيال إيزاك، مالك جزيرة ماتاكونغ قبالة ساحل سيراليون، بتجارة العبيد في عام 1854. ضاعت الأوراق المتعلقة بالتهم عندما تحطمت سفينة فورونير قبالة سواحل ماديرا في أكتوبر 1854. رفضت المحاكم الإنجليزية المضي قدمًا في الملاحقة القضائية بسبب ضياع الأوراق.
لم يحظر القانون أشكالًا أخرى من العمل القسري مثل العمل بالسخرة والاختطاف للعمل خارج البلاد. ما تزال العبودية الحديثة، سواء في شكل الاتجار بالبشر أو سجن الأشخاص بسبب العمل القسري أو الإجباري، مستمرة حتى يومنا هذا.

### الاحتجاجات ضد التدريب المهني
بدأت مجموعة غير مسلحة من كبار السن في الغالب، أثناء مخاطبة الحاكم لهم في دار الحكومة في بورت أوف سبين بترينيداد في الأول من أغسطس 1834 بشأن القوانين الجديدة، في الهتاف: «ليس ست سنوات. لا للست سنوات»، مما أدى إلى اختفاء صوت الحاكم. استمرت الاحتجاجات السلمية حتى تمرير قرار إلغاء التدريب المهني وتحقيق الحرية الفعلية. مُنِحَ التحرر الكامل للجميع قانونيًا قبل الموعد المحدد في الأول من أغسطس 1838.